# La Fabrication de l'information

La Fabrication de l'information (sous-titré Les Journalistes et l'Idéologie de la communication) est un ouvrage de la journaliste française Florence Aubenas et du philosophe franco-argentin Miguel Benasayag, paru pour la première fois en 1999 aux éditions de la Découverte (il a été réédité dans une version révisée en 2008).

## Résumé
Les auteurs décrivent dans ce texte un effet pervers de l'idéologie actuelle de la communication. Selon eux, celle-ci induit la croyance que seul ce qui peut être représenté a de la valeur. Influant sur le travail quotidien des journalistes, cette croyance conduit à la mise en place de ce qu'on pourrait appeler une « tyrannie de la transparence ». À travers l'analyse du traitement d’événements récents par les médias français, ils mettent en particulier à jour les biais suivants :
- Le choix des sujets repose avant tout sur l'aptitude de ceux-ci à être représentés.
- Il est généralement sous-entendu que, s'il y a quelque part obscurité, c'est que quelque chose est caché.
- Est véhiculée la croyance que la seule action de dévoiler peut apporter le changement.
- La grille de lecture du « sens commun » est privilégiée pour l'analyse des faits, afin de garantir la compréhension de leur représentation.
- Certains journalistes en viennent à transformer la réalité, voire à mentir, afin de se conformer aux modes de représentation exigés (spectaculaire, cohérent, archétypique).

Même la critique de cette idéologie subit la tyrannie de la transparence, car elle est, elle aussi, représentée dans les médias. Les Guignols de l'info en sont un exemple représentatif de cette critique des médias par les médias eux-mêmes. Cela contribue à un sentiment d'impuissance face à l'omniprésence de cette idéologie.

## Citation
« La presse parle de ce dont le public parle. Et le public parle de ce dont la presse parle. »

## Édition originale
- La fabrication de l'information : les journalistes et l'idéologie de la communication, Florence Aubenas et Miguel Benasayag, Paris, la Découverte, collection « sur le vif », 1999, 109 p.,  (ISBN 2-7071-3112-1)